# Valença do Douro
Pour les articles homonymes, voir Valença.
Valença do Douro est une paroisse civile portugaise (en portugais : freguesia) de la municipalité de Tabuaço dans le district de Viseu.

## Géographie
Valença do Douro se trouve dans la vallée du Douro, fleuve qui marque sa frontière nord-ouest. Deux affluents de la rive gauche du fleuve marquent également les limites de la paroisse : le Rio Torto au nord-est et le Rio Távora au sud-ouest.

## Démographie
Lors du recensement de 2021, Valença do Douro compte 254 habitants.